# Buddy (Maaya Sakamoto)
Buddy è un brano musicale della cantante giapponese Maaya Sakamoto, pubblicato come singolo il 19 ottobre 2011 dall'etichetta Flying DOG. Il brano è stato utilizzato come sigla di apertura dell'anime Last Exile ~Ginyoku No Fam~.

## Tracce
CD singolo
1. Buddy - 4:03
2. something little - 5:12
3. Buddy (Instrumental) - 4:03
4. something little (Instrumental) - 5:12

Durata totale: 18:27

## Classifiche
| Classifica (2011)                        | Posizione più alta |
| ---------------------------------------- | ------------------ |
| Giappone (Classifica settimanale Oricon) | 10                 |
| Giappone (Billboard Japan Hot 100)       | 18                 |